# هلبک
هلبک (به انگلیسی: Helbeck) یک روستا و محله مدنی در بریتانیا است که در منطقه ادن واقع شده‌است. هلبک ۱۹ نفر جمعیت دارد.